# Divini redemptoris
Divini redemptoris (s podtitulem O bezbožném komunismu) je encyklika papeže Pia XI. vydaná dne 19. března 1937. Encyklika se zabývá komunistickou ideologií a s ním (většinou) spojeného ateismu, které papež v této encyklice odsoudil. Tato encyklika vyšla téměř současně s encyklikou Mit brennender Sorge, která odsoudila nacismus.